# Vladko Panajotov
Vladko Todorov Panajotov (Bulgaars: Владко Тодоров Панайотов) (Pavlikeni (Oblast Veliko Tarnovo), 7 mei 1950) is een Bulgaars wetenschapper en politicus.

## Loopbaan
Panajotov rondde in 1975 in Moskou zijn opleiding tot ingenieur af. Vijf jaar later haalde hij in Sofia zijn doctoraat. In de jaren tachtig was hij werkzaam als onderzoeker en van 1990 tot 2007 was hij hoogleraar aan de Universiteit voor Mijnbouw en Geologie in Sofia. Hij werd in de tussentijdse verkiezingen in 2007 verkozen tot lid van het Europees Parlement namens de Beweging voor Rechten en Vrijheden. In de reguliere verkiezingen twee jaar later werd hij herkozen. Hij heeft deel uitgemaakt van de volgende commissies:
- Commissie milieubeheer, volksgezondheid en voedselveiligheid (2007-heden)
- Commissie regionale ontwikkeling (2007-2009)
- Commissie industrie, onderzoek en energie (2009-heden)